# SNCASO SO-1110 Ariel II
Lo SNCASO SO-1110 Ariel II fu un elicottero leggero biposto realizzato dall'azienda francese Société nationale des constructions aéronautiques du sud-ouest (SNACSO) nei primi anni cinquanta e rimasto allo stadio di prototipo.
Sviluppo del precedente SO-1100 Ariel, entrambi caratterizzati dall'adozione di un rotore principale tripala messo in movimento sfruttando la tecnologia "tip jet", ne riprendeva l'aspetto discostandosene principalmente per l'adozione di un rotore dal diametro maggiore ed un impianto motore più potente.

## Storia del progetto
L'SO-1110 Ariel II venne realizzato come evoluzione del SO-1100 Ariel, primo elicottero sviluppato dall'azienda francese sotto la direzione di Paul Morain. Dopo un primo periodo in cui il primo Ariel soffrì di problemi legati alla mancanza di esperienza nel settore delle aerodine ad ali rotanti, vennero avviate una serie di importanti modifiche alla sua struttura. Questa serie di migliorie e modifiche portarono, tra il 1948 e l'estate del 1949, alla risoluzione dei problemi di gioventù garantendo al modello una buona manovrabilità ed eccellenti caratteristiche di stabilità, oltre all'assenza quasi assoluta di vibrazioni.
Il successo finalmente ottenuto e l'esperienza acquisita convinsero l'azienda a sviluppare un nuovo modello che potesse servire come prototipo di una versione in serie. Al programma di sviluppo si interessò infatti anche il governo francese che stava valutando la possibilità di introdurre tale tipologia di mezzo aereo a disposizione delle proprie forze armate.
L'SO-1110 Ariel II conservava l'aspetto generale dell'ultimo sviluppo del suo predecessore, ovvero costruzione interamente metallica con configurazione a trave di coda che incorporava una cabina di pilotaggio chiusa a due posti affiancati ed il carrello d'atterraggio triciclo anteriore fisso. Per il rotore principale si adottò nuovamente la tecnologia conosciuta come tip jet dove il moto era trasmesso per reazione dall'aria compressa a bassa pressione emessa da appositi ugelli posti alla fine di ogni pala. A questo scopo la disponibilità di aria compressa era garantita dal motore Mathis G8, un otto cilindri a V accoppiato ad un compressore Turbomeca.
Il prototipo dell'Ariel II, ai comandi del pilota collaudatore Claude Dellys, si staccò da terra nel suo primo "volo libero" il 21 aprile 1950 senza riscontrare problemi rilevanti. Il successo determinò la stipula di un contratto di fornitura per due prototipi emesso dal Ministère de l'Air, il ministero competente nella gestione dell'aviazione civile e militare francese.
Da questo modello verrà sviluppato l'SO-1120 Ariel III, un nuovo modello ingrandito con cabina di pilotaggio a tre posti affiancati e che sfruttava nella sua motorizzazione la tecnologia della turbina a gas.

## Impiego operativo
L'SO-1110 Ariel II venne utilizzato come banco di prova volante fino al 1952 dove venne presentato al pubblico in numerose manifestazioni aeronautiche e dimostrando che la tecnologia tip jet era fattibile pur nella necessità di migliorare alcune caratteristiche.

## Esemplari attualmente esistenti
Il primo prototipo realizzato, immatricolato F-WGRQ, è attualmente esposto presso il Musée de l'air et de l'espace, il principale museo aeronautico francese ospitato nelle strutture dell'aeroporto di Parigi-Le Bourget, nella Hall "Voilure tournante" dedicata alle aerodine ad ala rotante.